# Nexus 7 (2013)
Nexus 7（ネクサス セブン）は、GoogleとASUSが共同で開発したタブレット型コンピュータである。2012年に発売されたNexus 7と区別する場合は「Nexus 7 (2013)」の名称を用いている。
Googleが開発したオペレーティングシステムであるAndroidを搭載し、同社の消費者向けスマートフォン・タブレット端末のブランドであるGoogle Nexusの三代目タブレットとして、2013年7月30日にアメリカで発売された。Googleがこのモデルを発表したのは7月26日と発売の4日前のことで、発表から早期に量販店へ提供し販売するための策であった。また、第二世代のNexus 7はAndroid 4.3を搭載した最初の端末となった。
Nexusシリーズの7インチタブレットの二代目で、コードネームは"Razor"である。2012年に発売された以前のモデルから性能が向上し、SoCにSnapdragon S4 Pro 1.5GHz（クアッドコア）、2GBのRAM、ディスプレイに1200 x 1920ピクセル (WUXGA、323ppi)、2つのカメラ（表1.2メガピクセル、裏5メガピクセル）、ステレオスピーカー、無線充電技術 "Qi" 、micro-USBコネクタを介したSlimPortによって外部ディスプレイにフルHDでの出力が行える機能が搭載された。

## 機能

### ソフトウェア
最初に搭載されているOSはAndroid 4.3だったが、その後Android 6.0へのアップデートが配信された。他のAndroid端末のような端末メーカーもしくは携帯電話会社によるカスタマイズされたグラフィカルユーザインタフェース（サムスン電子のTouchWizやHTCのHTC Senseなど）は搭載されていない。また、ブートローダーのロックを解除して、ファームウェアを置き換えることも可能である。アクセス特権を利用できるように（"root化"）してAndroidの環境を書き換えることや、オペレーティングシステムの開発や変更ができるようになる。
また、旧世代Nexus 7(2012)にはAndroid 5.1.1でOSアップデートが終了したのに対し、Nexus 7(2013)ではAndroid 6.0.1の配布がされている。
これ以降Android 7.0のアップデートが提供されていないことから事実上最終バージョンである。

### ハードウェアとデザイン
Nexus 7では以前のモデルより薄く軽く設計された。ハードウェアは前代のNexus 7に引き続き、ASUSが設計を担っている。
SoCはクアルコムのSnapdragon 600を定格1.7GHzから1.5GHzにダウンクロックしたSnapdragon S4 Pro APQ8064（CPUには "Krait" 1.5GHz 4コア、GPUにはAdreno 320）が採用されている。
2GBのメインメモリと16GBまたは32GBのフラッシュメモリのストレージが搭載されている。SDメモリーカードスロットは他のGoogle Nexus端末と同様に備えない。
バッテリーの持続時間は、HDビデオの再生は9時間、Webブラウジングまたは電子書籍の閲覧は10時間である。バッテリーの容量自体は以前のモデルより減少しているが（4325mAhから3950mAh）、ソフトウェアの最適化によってより長く持つようになった。また、"Qi"による無線給電機能にも対応した。
画面のサイズは7インチのまま、画面解像度は1920 x 1200ピクセル（以前のモデルは1280 x 800）となり、パネルのコントラストやガンマも改善された。

## LTE版
LTE版ではSIMロックが当初から設定されていない。このためLTEはNTTドコモ、au（KDDI・沖縄セルラー電話）、ソフトバンク、ワイモバイル各社のSIMカードを利用できるとしている。当初の予定通り、9月中旬である2013年9月18日に発売された。Nexus 7 (2012) 3G版とは異なりGoogle Playストアでも販売されている。

### 国内キャリアのネットワーク対応状況
| 4G (LTE)         | NTTドコモ | KDDI | ソフトバンクモバイル | ワイモバイル |
| ---------------- | --------- | ---- | -------------------- | ------------ |
| 2.1GHz (Band 1)  | ○         | ○    | ○                    | -            |
| 1800MHz (Band 3) | ○         | -    | ○                    | ○            |
| 上記以外         | -         | -    | -                    | -            |

| 3G (W-CDMA)     | NTTドコモ | KDDI | ソフトバンクモバイル | ワイモバイル |
| --------------- | --------- | ---- | -------------------- | ------------ |
| 2.1GHz (Band 1) | ○         | -    | ○                    | ○            |
| 900MHz (Band 8) | -         | -    | ○                    | -            |
| 上記以外        | -         | -    | -                    | -            |

## モデルと価格
Nexus 7のモデルは以下の価格で販売されている。
16GBストレージWi-Fiモデル229ドル（アメリカ、2013年7月販売開始）、27,800円（日本、2013年8月販売開始）
32GBストレージWi-Fiモデル269ドル（アメリカ、2013年7月販売開始）、33,800円（日本、2013年8月販売開始）
32GBストレージLTEモデル349ドル（アメリカ、2013年9月販売開始）、39,800円（日本、2013年9月販売開始）